# Riverhounds de Pittsburgh
Maillots
Actualités
Les Riverhounds de Pittsburgh (en anglais : Pittsburgh Riverhounds SC), est une franchise de soccer professionnel basée à Pittsburgh, dans l'État de Pennsylvanie, fondée en 1998. La franchise évolue en USL Championship, le deuxième niveau dans la hiérarchie nord-américaine.

## Histoire
L'idée de créer une équipe dans la ville de Pittsburgh  est née le 11 mars 1998 et le siège de l'équipe nommée alors Riverdogs est déclaré en juillet 1998. Le terme de Riverdogs, (chiens de rivière), fait allusion aux hommes et aux femmes travaillant sur les nombreuses barges des trois rivières de Pittsburgh. En décembre 1998, l'équipe annonce son changement de nom, les Riverhounds naissent et ils joueront en 1999 dans la A-League.
Le 1er mai 1999, Emil Haitonic inscrit le premier but de l'histoire de l'équipe et sept jours plus tard l'équipe gagne son premier match. L'équipe réalise une très bonne première saison avec une élimination au terme du second tour des séries éliminatoires.
En 2005, l'équipe est achetée par les propriétaires de la franchise de baseball des Wild Things de Washington (en), et les Riverhounds changent alors de division (ils jouent alors les saisons 2005 et 2006 dans le stade du Wild Things Park situé à Washington dans la banlieue sud-ouest de Pittsburgh). Avant le début de la saison 2007, l'équipe annonce qu'elle décide de prendre une année sans rencontre officielle afin de se restructurer.
Le 31 mai 2007, l'organisation des United Soccer Leagues annonce le retour de Pittsburgh dans la Seconde division de la USL pour la saison 2008.
Dans le cadre d'une refonte de son identité, la franchise adopte un nouveau logo et devient Pittsburgh Riverhounds Soccer Club le 16 février 2018.

## Palmarès et records

### Palmarès
| Compétitions nationales | Trophées mineurs                                |
|                         | - Keystone Derby Cup - Vainqueur : 2015 et 2017 |

### Bilan par saison
| Saison | Niv.      | Saison régulière | Saison régulière | Saison régulière | Saison régulière | Saison régulière | Saison régulière | Saison régulière | Position  | Position  | Séries éliminatoires      | US Open Cup     | Affl. moy. saison régulière | Affl. moy. séries éliminat. |
| Saison | Niv.      | M                | V                | N                | D                | BP               | BC               | Pts              | Conf.     | Ligue     | Séries éliminatoires      | US Open Cup     | Affl. moy. saison régulière | Affl. moy. séries éliminat. |
| ------ | --------- | ---------------- | ---------------- | ---------------- | ---------------- | ---------------- | ---------------- | ---------------- | --------- | --------- | ------------------------- | --------------- | --------------------------- | --------------------------- |
| 1999   | 2         | 28               | 16               | -                | 12               | 63               | 43               | 62               | 4e        | 10e       | Demi-finale de conférence | Non inscrit     | 4 178                       | 4 115                       |
| 2000   | 2         | 28               | 10               | 4                | 14               | 43               | 41               | 49               | 7e        | 15e       | Non qualifié              | Deuxième tour   | 3 808                       | N/Q                         |
| 2001   | 2         | 26               | 10               | 4                | 12               | 39               | 39               | 50               | 3e        | 13e       | Quart de finale           | Quart de finale | 3 226                       | 1 113                       |
| 2002   | 2         | 28               | 8                | 5                | 15               | 39               | 44               | 41               | 4e        | 14e       | Non qualifié              | Non qualifié    | 2 274                       | N/Q                         |
| 2003   | 2         | 28               | 15               | 4                | 9                | 50               | 41               | 49               | 3e        | 8e        | Non qualifié              | Troisième tour  | 1 783                       | N/Q                         |
| 2004   | 3         | 20               | 17               | 2                | 1                | 48               | 17               | 52               | 1er       | 1er       | Demi-finale               | Non qualifié    | 1 475                       | N/C                         |
| 2005   | 3         | 20               | 6                | 3                | 11               | 32               | 25               | 21               | -         | 7e        | Non qualifié              | Premier tour    | 2 236                       | N/Q                         |
| 2006   | 3         | 20               | 8                | 6                | 6                | 27               | 20               | 30               | -         | 3e        | Demi-finale               | Premier tour    | 2 232                       | 2 113                       |
| 2007   | En hiatus | En hiatus        | En hiatus        | En hiatus        | En hiatus        | En hiatus        | En hiatus        | En hiatus        | En hiatus | En hiatus | En hiatus                 | En hiatus       | En hiatus                   | En hiatus                   |
| 2008   | 3         | 20               | 5                | 5                | 10               | 28               | 34               | 20               | -         | 7e        | Non qualifié              | Deuxième tour   | 1 258                       | N/Q                         |
| 2009   | 3         | 20               | 6                | 4                | 10               | 18               | 27               | 22               | -         | 8e        | Non qualifié              | Premier tour    | 1 178                       | N/Q                         |
| 2010   | 3         | 20               | 7                | 8                | 5                | 27               | 20               | 29               | -         | 3e        | Demi-finale               | Deuxième tour   | 941                         | N/A                         |
| 2011   | 3         | 24               | 7                | 6                | 11               | 23               | 32               | 27               | 4e        | 10e       | Quart de finale           | Deuxième tour   | 1 127                       | N/A                         |
| 2012   | 3         | 24               | 4                | 5                | 15               | 20               | 39               | 17               | -         | 10e       | Non qualifié              | Deuxième tour   | 984                         | N/Q                         |
| 2013   | 3         | 26               | 10               | 8                | 8                | 36               | 33               | 38               | -         | 7e        | Quart de finale           | Deuxième tour   | 3 273                       | N/A                         |
| 2014   | 3         | 28               | 9                | 5                | 14               | 35               | 49               | 32               | -         | 11e       | Non qualifié              | Quatrième tour  | 2 686                       | N/Q                         |
| 2015   | 3         | 28               | 11               | 8                | 9                | 53               | 42               | 41               | 5e        | 11e       | Premier tour              | Quatrième tour  | 2 630                       | N/A                         |
| 2016   | 3         | 30               | 6                | 7                | 17               | 31               | 50               | 25               | 13e       | 27e       | Non qualifié              | Deuxième tour   | 2 494                       | N/Q                         |
| 2017   | 2         | 32               | 8                | 12               | 12               | 33               | 42               | 36               | 13e       | 23e       | Non qualifié              | Deuxième tour   | 2 639                       | N/Q                         |

## Joueurs et personnalités du club

### Entraîneurs
Le tableau suivant présente la liste des entraîneurs du club depuis 1998.
| Rang | Nom               | Période                    |
| ---- | ----------------- | -------------------------- |
| 1    | John Kowalski     | 5 nov. 1998-7 févr. 2001   |
| 2    | Kai Haaskivi      | 7 févr. 2001-8 juil. 2002  |
| 3    | Tim Carter        | 8 juil. 2002-11 juil. 2003 |
| 4    | Ricardo Iribarren | 11 juil. 2003-15 déc. 2005 |

| Rang | Nom                    | Période                    |
| ---- | ---------------------- | -------------------------- |
| 5    | Gene Klein             | 15 déc. 2005-11 janv. 2010 |
| 6    | Justin Evans           | 11 janv. 2010-19 mai 2014  |
| 7    | Nikola Katic (intérim) | 19 mai 2014-17 déc. 2014   |

| Rang | Nom           | Période                  |
| ---- | ------------- | ------------------------ |
| 8    | Mark Steffens | 17 déc. 2014-21 mai 2016 |
| 9    | Dave Brandt   | 22 mai 2016-14 nov. 2017 |
| 10   | Bob Lilley    | 14 nov. 2017-            |

### Joueurs emblématiques
- David Flavius (1999-2006)
- Thiago Martins (2002-2003)

## Soutien et image

### Logos

2005-2006
2008-2016
2017
depuis 2018

### Groupes de partisans
Le principal groupe de partisans des Riverhounds sont le Steel Army, fondé en novembre 2007.

### Rivalités
Les Riverhounds partage une rivalité dans l'État contre le Penn FC de Harrisburg baptisée Keystone Derby Cup, depuis la saison 2015. Les Riverhounds partagent également une rivalité face aux Rhinos de Rochester.